# 1968 (numero)
Millenovecentosessantotto (1968) è il numero naturale dopo il 1967 e prima del 1969.

## Proprietà matematiche
- È un numero pari.
- È un numero composto da 20 divisori: 1, 2, 3, 4, 6, 8, 12, 16, 24, 41, 48, 82, 123, 164, 246, 328, 492, 656, 984, 1968. Poiché la somma dei suoi divisori (escluso il numero stesso) è 3240 > 1968, è un numero abbondante.
- È un numero di Ulam.
- È un numero di Harshad nel sistema numerico decimale, cioè è divisibile per la somma delle sue cifre.
- È un numero ondulante nel sistema posizionale a base 9 (2626).
- È un numero pratico.
- È un numero semiperfetto in quanto pari alla somma di alcuni (o tutti) i suoi divisori.
- È un numero malvagio.
- È parte delle terne pitagoriche (432, 1920, 1968), (574, 1968, 2050), (820, 1968, 2132), (1105, 1968, 2257), (1476, 1968, 2460), (1968, 2255, 2993), (1968, 2624, 3280), (1968, 3074, 3650), (1968, 3690, 4182), (1968, 4851, 5235), (1968, 5740, 6068), (1968, 6580, 6868), (1968, 7749, 7995), (1968, 9990, 10182), (1968, 11726, 11890), (1968, 13376, 13520), (1968, 15065, 15193), (1968, 20124, 20220), (1968, 23575, 23657), (1968, 26860, 26932), (1968, 30226, 30290), (1968, 40320, 40368), (1968, 53774, 53810), (1968, 60500, 60532), (1968, 80676, 80700), (1968, 107575, 107593), (1968, 121024, 121040), (1968, 161370, 161382), (1968, 242060, 242068), (1968, 322749, 322755), (1968, 484126, 484130), (1968, 968255, 968257).

## Astronomia
- 1968 Mehltretter è un asteroide della fascia principale del sistema solare.

## Astronautica
- Cosmos 1968 è un satellite artificiale russo.